# Gottfried von Witten
Gottfried von Witten (* im 14. Jahrhundert; † 1399) war  ein römisch-katholischer Geistlicher und Domherr in Münster.

## Leben
Die Herkunft des Gottfried von Witten ist nicht überliefert. Papst Bonifatius IX. erteilte dem münsterischen Offizial am 20. November 1390 den Auftrag, Gottfried in seiner Funktion als Rektor der Pauluskirche in Kamen mit einem Domkanonikat zu versehen. Über seinen weiteren Lebensweg gibt die Quellenlage keinen Aufschluss.